# Contea di Aurukun
La contea di Aurukun è una local government area che si trova nel Queensland. Si estende su una superficie di 7.375 chilometri quadrati e ha una popolazione di 1.294 abitanti. La sede del consiglio si trova a Aurukun.